# Columbo: Blumen des Bösen
Blumen des Bösen (Originaltitel: The Greenhouse Jungle) ist eine erstmals im Rahmen der NBC-Sunday-Mystery-Movie-Serie gesendete Episode der Kriminalfilm-Reihe Columbo aus dem Jahr 1972. Die deutschsprachige Erstausstrahlung der zweiten Folge der zweiten Staffel folgte 1975 im Deutschen Fernsehen. Der britische Schauspieler Ray Milland verkörpert als Orchideenzüchter Jarvis Goodland den Gegenspieler von Inspektor Columbo, dargestellt von Peter Falk.

## Handlung
Cathy Goodland erhält eines Nachts einen besorgniserregenden Anruf, in dem ein Unbekannter die Zurückzahlung von Spielschulden ihres Ehemannes Tony fordert. In Wirklichkeit beabsichtigt Tony Goodland, seine eigene Entführung vorzutäuschen und Lösegeld zu erpressen, mit dem er seine untreue Ehefrau zurückgewinnen möchte. Hilfe bekommt er dabei von seinem Onkel Jarvis, der seltene Orchideen sammelt und züchtet, jedoch heimlich eigene Ziele verfolgt, um sein aufwendiges Hobby zu finanzieren. Jarvis Goodland ist zudem Mitverwalter eines Treuhandfonds zugunsten seines Neffen, der nur unter außergewöhnlichen Umständen aufgelöst werden kann. Beide begeben sich mit ihren Fahrzeugen in eine entlegene Berglandschaft. Dort schießt Jarvis mit einem Revolver auf Tonys Jaguar und lässt ihn in eine Schlucht rollen. Anschließend versteckt sich Tony wie abgesprochen in einer Hütte. Am nächsten Tag macht Inspektor Columbo bei der Untersuchung des Unglücksortes Bekanntschaft mit Sergeant Wilson, seinem neuen Assistenten. Dabei stößt er auf Reifenspuren eines zweiten größeren Wagens und stellt ein Projektil aus der Kopfstütze des Unfallautos sicher.
Zwischenzeitlich erreicht Cathy Goodland ein Brief mit einer Lösegeldforderung von 300.000 US-Dollar. Als der Inspektor sie und Jarvis über den Fund benachrichtigt, erfährt er auch von der vermeintlichen Entführung und den wirtschaftlichen Verhältnissen der Familie. Später spricht Jarvis bei einem Besuch Columbos in dessen Gewächshaus von einem angespannten Verhältnis zwischen ihm und Tony. Nachdem er sich den vereinbarten Betrag von der Bank hat auszahlen lassen, fährt Jarvis zum vereinbarten Treffpunkt außerhalb der Stadt und händigt die Tasche mit dem Bargeld an Tony aus, der sich mit einem Strumpf über dem Kopf als Entführer tarnt. Zusammen mit Wilson beobachtet der Inspektor die Übergabe aus sicherer Entfernung. Kurz darauf holt Jarvis seinen Komplizen an einem nahegelegenen Ort unbemerkt wieder ab. Zurück im Versteck, erschießt er den ungeliebten Neffen und nimmt das Geld an sich.
Weil es sich nun offiziell um einen Mordfall handelt, intensiviert Columbo seine Nachforschungen. Einige offene Fragen irritieren ihn: Woher wussten die Entführer über Cathy Goodlands Lebenswandel Bescheid? Wie konnte Tonys Sportwagen von einem offenkundig langsameren Fahrzeug überholt werden? Und warum wurde Tony vom Schuss durch das Seitenfenster nicht getötet, wie die Flugbahn des Geschosses vermuten lässt? Bei einer erneuten Befragung stellt der Inspektor fest, dass Jarvis eine Pistole desselben Kalibers besitzt, mit dem auf Tonys Wagen geschossen wurde. In diesem Zusammenhang zitiert er aus einem älteren Polizeibericht über einen Einbruch in das Gewächshaus im Jahr zuvor. Jarvis erzählt, er habe die Eindringlinge seinerzeit durch die Abgabe eines Schusses vertrieben. Wo die Waffe sich derzeit befindet, könne er nicht sagen. Unterdessen wird die Leiche gefunden. Von Gloria West, Tonys ehemaliger Sekretärin, erfährt Columbo von einer Vereinbarung, mit der Tony den Liebhaber seiner Frau durch Zahlung eines Bestechungsgeldes von 50.000 US-Dollar loswerden wollte. Sein Verdacht, die Entführung sei fingiert und habe nur dazu gedient, an das Fondsvermögen heranzukommen, erhärtet sich.
Am Abend sucht Gloria Jarvis zu einem vertraulichen Gespräch auf. Sie berichtet von der Theorie des Inspektors und glaubt, Cathy habe Tony ermordet, da er seiner Frau zu ihrem Schutz eine Pistole mit dem passenden Kaliber überlassen hat. Jarvis verspricht, sich der Angelegenheit anzunehmen. In der Nacht dringt er in das Haus der Witwe ein, versteckt seine eigene Waffe in ihrem Kleiderschrank und entwendet ihre aus dem Schlafzimmer. Danach übergibt er das angeblich wiedergefundene und entlastende Beweisstück Sergeant Wilson und überredet ihn zu einer Hausdurchsuchung. Daraufhin wird die Tatwaffe in Gegenwart von Jarvis entdeckt. Als dieser zu Hause eintrifft, erwartet ihn Columbo schon im Gewächshaus. Bald kommen auch Wilson und Cathy hinzu, die der Inspektor zwecks Aufklärung des Verbrechens dorthin bestellt hat. Der Ballistikbericht bestätige, dass die Schüsse auf den Wagen sowie das Opfer aus der Waffe abgefeuert wurden, die in Cathys Haus sichergestellt worden ist. Mithilfe eines Metalldetektors habe Columbo in einem Erdhaufen aber noch ein drittes Projektil aufgespürt, das gemäß Analyse zu den anderen beiden passt. Jarvis kann nicht erklären, wie die Waffe, mit der er in seinem Haus nach eigener Aussage auf Einbrecher geschossen hat, in den Schrank seiner angeheirateten Nichte gelangen konnte, und wird verhaftet.

## Hintergrund
Auf einer Idee des Drehbuchautors Jonathan Latimer basiert eine Abweichung zum gewohnten Handlungsablauf. Im Gegensatz zu den ersten zehn Episoden erscheint Inspektor Columbo diesmal bereits auf der Bildfläche, bevor ein Mord geschieht. Die Frage, warum sich die Mordkommission frühzeitig in einen Entführungsfall einschaltet, wird in der Geschichte zwar gestellt, bleibt aber unbeantwortet.
Der US-amerikanische Schauspieler Bob Dishy hatte als Sergeant Wilson seinen ersten Auftritt in einer Columbo-Folge. Der von der Polizeischule kommende und mit modernen kriminalistischen Methoden vertraute Polizeibeamte bildet mit seiner sowohl ambitionierten als auch überkorrekten Art einen Gegenpol zum Inspektor. Mehr als drei Jahre danach wurde die Figur in der Episode Wenn der Schein trügt mit demselben Darsteller wiederbelebt, wobei sich der Vorname von Frederic zu John änderte.

## Besetzung und Synchronisation
Die erste deutschsprachige Synchronfassung entstand im Jahr 1974 bei der Studio Hamburg Synchron nach einem Dialogbuch von Werner Bruhns. 1993 wurde für RTL eine zweite Fassung von Peter Woratz bei der Neue Tonfilm München eingespielt.
| Figur                    | Darsteller       | Deutscher Sprecher (ARD 1974) | Deutscher Sprecher (RTL 1993) |
| ------------------------ | ---------------- | ----------------------------- | ----------------------------- |
| Lieutenant Columbo       | Peter Falk       | Klaus Schwarzkopf             | Horst Sachtleben              |
| Gaststars                |                  |                               |                               |
| Jarvis Goodland          | Ray Milland      | Curt Ackermann                | Holger Hagen                  |
| Sergeant Frederic Wilson | Bob Dishy        | Peter Kirchberger             | Oliver Stritzel               |
| Cathy Goodland           | Sandra Smith     | Monika Gabriel                | Dagmar Heller                 |
| Tony Goodland            | Bradford Dillman | Lutz Mackensy                 | Walter von Hauff              |
| Weitere Darsteller       |                  |                               |                               |
| Ken Nichols              | William Smith    | Horst Stark                   |                               |
| Gloria West              | Arlene Martel    | Katrin Miclette               | Katharina Lopinski            |
| Grover                   | Robert Karnes    |                               |                               |
| Fahrer                   | Milton Frome     |                               |                               |
| Frau                     | Peggy Mondo      |                               |                               |
| Officer                  | Richard Annis    | Joachim Richert               |                               |
| Tontechniker             | Larry Watson     |                               | Michael Brennicke             |

## Rezeption
Die Fernsehzeitschrift TV Spielfilm vergab eine positive Wertung (Daumen hoch): „Kriminalfall voll blühender Fantasie.“
Der Autor Michael Striss wertete mit drei von vier Sternen (sehr empfehlenswert). Er hob insbesondere die Besetzung hervor: „Ihren besonderen Reiz zieht diese Episode aus dem spannungsreichen Verhältnis zwischen theoretisch erlernter Polizeiarbeit und den unorthodoxen Methoden des Inspektors. Bob Dishy gibt als Wilson einen herrlichen Konterpart. Überflüssig zu erwähnen, dass Ray Milland eine gewohnt gute Leistung abgibt. Spätestens seit Hitchcocks »Dial M for Murder« (Bei Anruf Mord) weiß man, dass er immer für eine vordergründig harmlos erscheinende, gleichwohl aber diabolische Täterfigur gut ist.“
Der Autor Mark Dawidziak äußerte sich kontrovers: „Als eine von zwei Columbo-Folgen unter der Regie des talentierten Boris Sagal, besitzt Blumen des Bösen zwar eine nette Handlung, aber auch eine gewisse Unruhe. Ray Milland, ähnlich mittragend wie Arthur Kennicut in Mord mit der linken Hand der vorherigen Staffel, ist als Mörder erstaunlicherweise weniger einprägsam. Es gab wunderbare Feinheiten in seiner Darstellung von Kennicut. Sein Jarvis Goodland ist jedoch ohne Feingefühl. Er trägt seine Zeilen mit ständigem Gebrüll vor, das zunehmend lästig wird. […] Falks Leistung ist jedoch eine Freude. Manche Schauspieler werden es leid, Woche für Woche dieselbe Rolle zu spielen. Als Blumen des Bösen gedreht wurde, hatte Falk bereits zehn Filme als Columbo fertiggestellt, doch die Figur wirkt frischer denn je.“